# Querfurts slott
Borg Querfurt är belägen i staden Querfurt i Saalekreis-distriktet i Sachsen-Anhalt. Bergsborgen är ett av de största medeltida slotten i Tyskland och upptar ett område sju gånger större än Wartburg. Anläggningen, som ägs av Saalekreis-regionen, är en station på den romanska vägen.

## Förhistoria
På platsen i och kring slottet har flera kända fynd från den tidiga bronsåldern gjorts. Dessa består framförallt av kvarlevor från Aunjetitzkulturen och flera stora arkeologiska undersökningar har gjorts på platsen.

## Historia

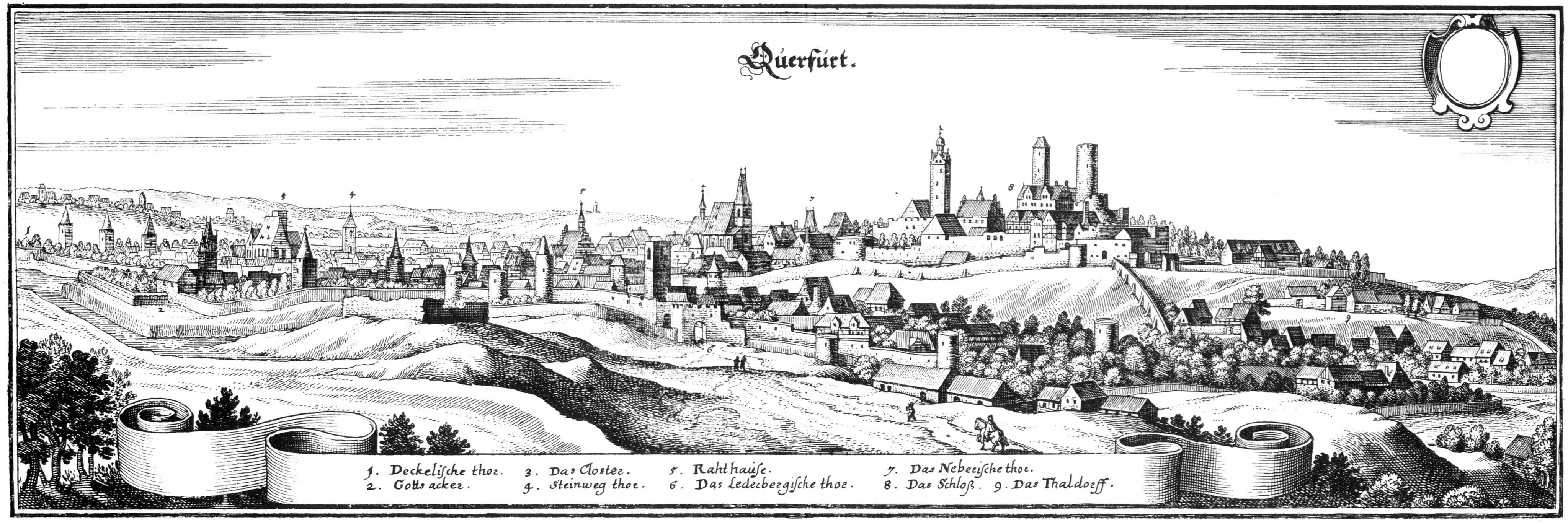
Teckning av slottet ritad av Matthäus Merian den äldre cirka 1650.

Första gången platsen dokumenteras är i ett skatteregister på Hersfeld-klostret skapat någon gång mellan 881 och 899, där Querfurt benämns som en tiondepliktig plats. Drygt hundra år senare, i ett brev från kejsare Otto II daterat 979, omnämns den för första gången som castellum. Någonstans däremellan uppförs själva slottsbyggnaden, troligen av Bruno von Arneburg-Querfurt. Den första dokumenterade innehavaren av slottet var dock hans son, Bruno II von Querfurt, som var militär rådgivare åt Otto II. Under flera hundra år därefter tjänade slottet som säte åt Querfurt-ätten.
De äldsta bevarade delarna av borgen, vilket är delar av den inre ringmuren och spannmåls- och vapenmagasinet, är daterade till 900-talet. Även om lite återstår av den ursprungliga huvudbyggnaden talar storleken på de massiva omkringliggande stenbyggnaderna om Querfurt-furstarnas betydelse och förmögenheten. 

### Slottet genom århundradena

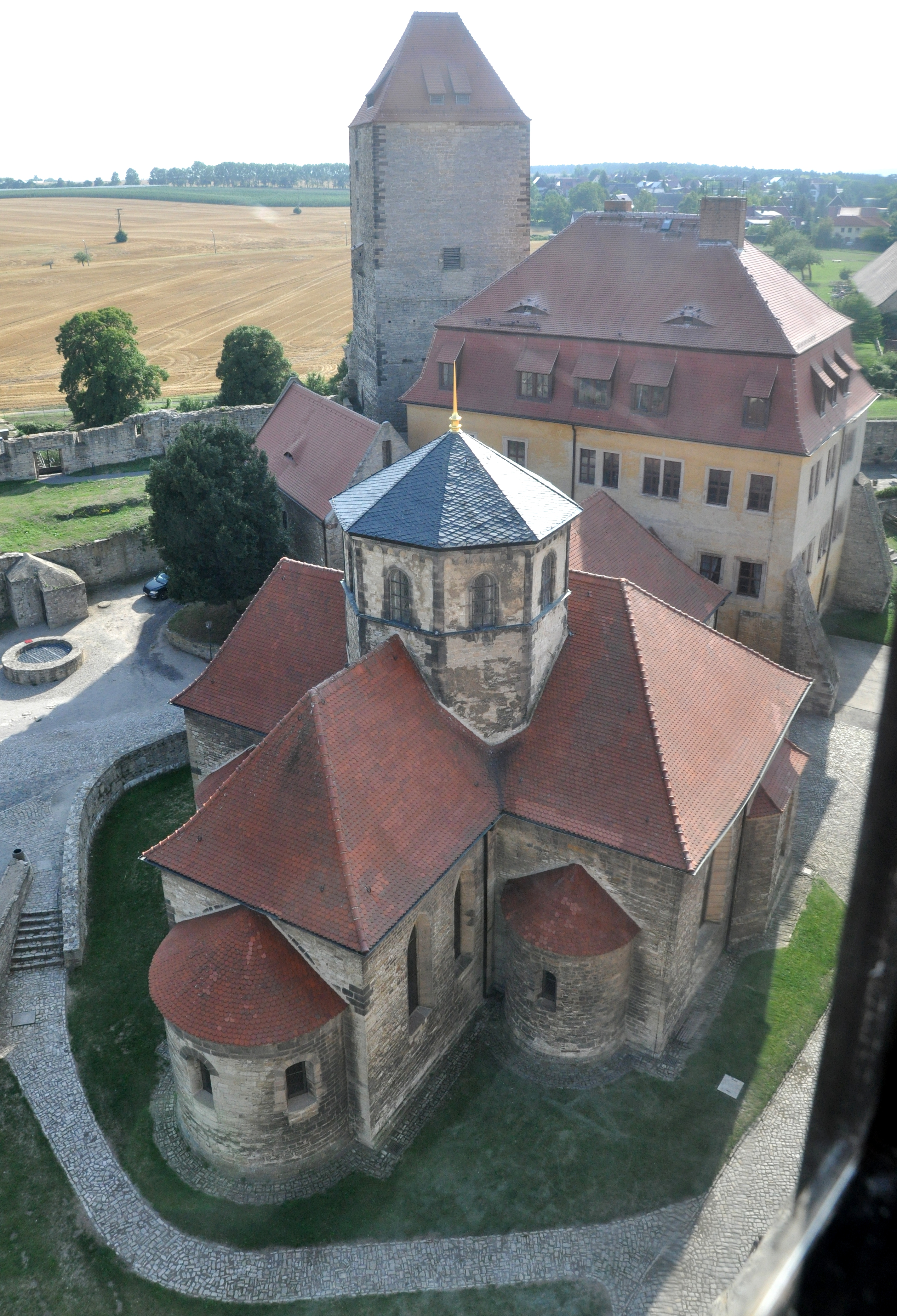
Slottskapellet, sett från Parisertornet.

- År 1004 byggdes ett slottskapell med tillhörande kloster, som år 1162 följdes av uppförandet av en kyrka i romansk mitt på slottsgården. På 1400-talet byggdes ett gravkapell i anslutning till slottskyrkan där Gebhard XIV von Querfurt ligger begraven.

- Under tidigt 1100-tal anlades tornet Dicken Heinrich, under 1200-talet Martertornet och mindre än hundra år senare tillkom Parisertornet som alla tre är bevarade. Den yttre ringmuren tillkom omkring 1350.
- På 1400-talet anlades främst nya militära befästningar. Bastionerna och den västra porten är från mellan 1460 och 1490. Efter Bruno IX von Querfurt:s död år 1496 konfiskerades slottet som ett len av ärkestiftet Magdeburg. Därefter, mellan 1528 och 1535, lät Albrecht von Brandenburg göra vissa ombyggnader av komplexet.
- Mot trettioåriga krigets slut bytte fästningen, som ansågs ointaglig, ägare flera gånger efter kraftiga belägringar och bombardement. Den efterföljande svenska ockupationen varade från 1642 till 1650.
- 1663 gjorde prinsarna av Sachsen-Querfurt komplexet till sin huvudbostad och därmed Querfurt till huvudstad i furstendömet. Det så kallade Prinshuset stod färdigt 1668.
- Omkring år 1700 uppfördes det nya bålverket på den vidgade bermen på den yttre borggården, innan komplexet vid Adolph III von Sachsen-Weißenfels död återföll till kurfursten i Sachsen.
- 1815 tillföll staden och slottet till Preussen, varefter slottskomplexet omvandlades till en statlig domän, vilket den förblev till 1936.
- På 1700- och 1800-talet gjordes slottskyrkan om i barockstil och restaurerades från 1846 till 1850 och återigen 1903.
- Perioden 1972 till 1978 utfördes ombyggnads- och restaureringsåtgärder samt omfattande byggnadsforskning som fortsatte under 2000.

## Slottets delar

### Tornen

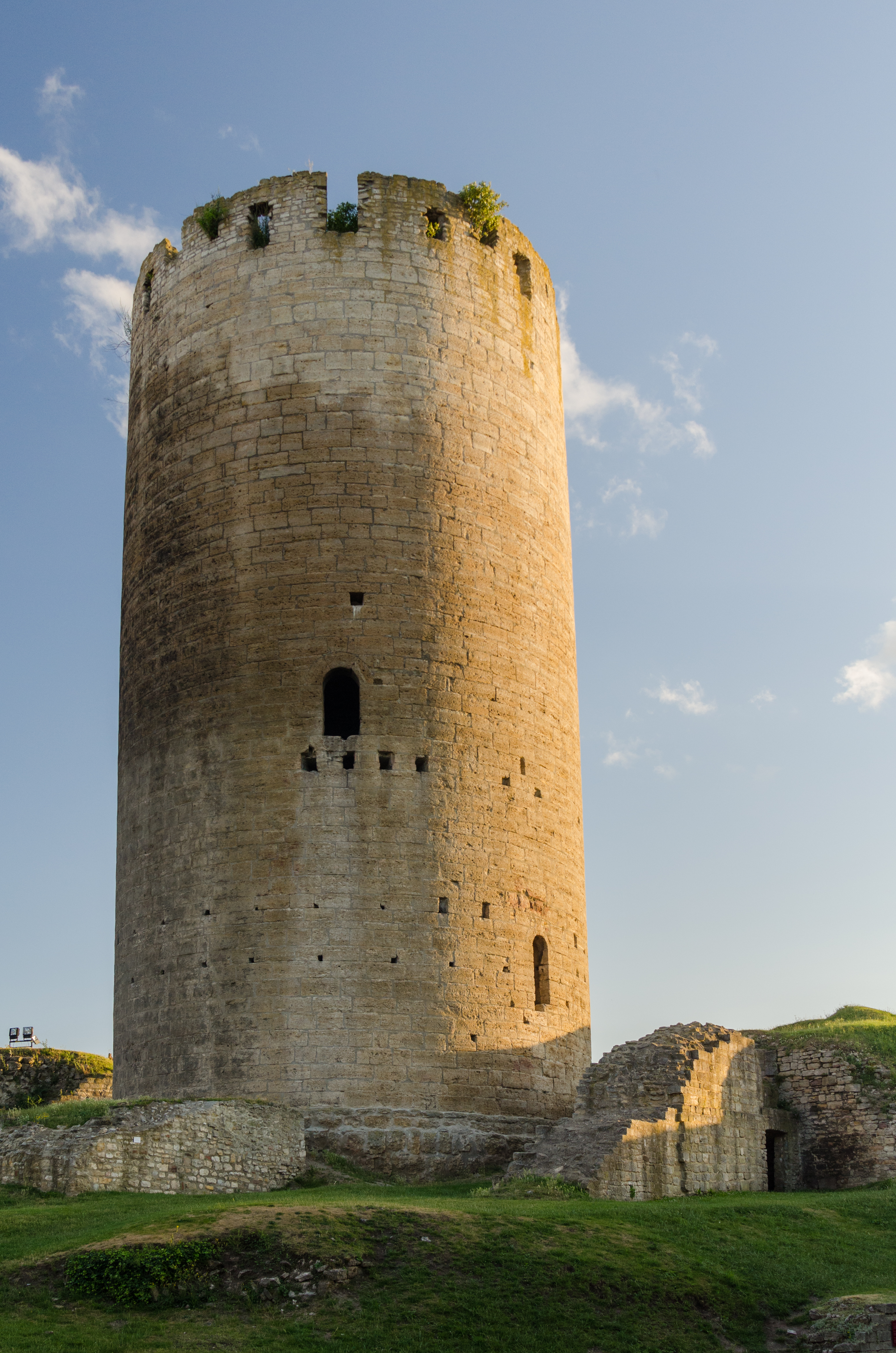
Dicker Heinrich.

Dicke Heinrich, ett rundtorn från 1100-talet, är det enda romanska tornet i slottet. Tornet har en höjd på 27,5 meter, en diameter på 14 meter och den nedre väggtjockleken mäter 4,35 meter. Dess krans av embrassyr kom i bruk under 1400-talet. Den befintliga byggnaden beräknas ha tagit mer än tre år att bygga.

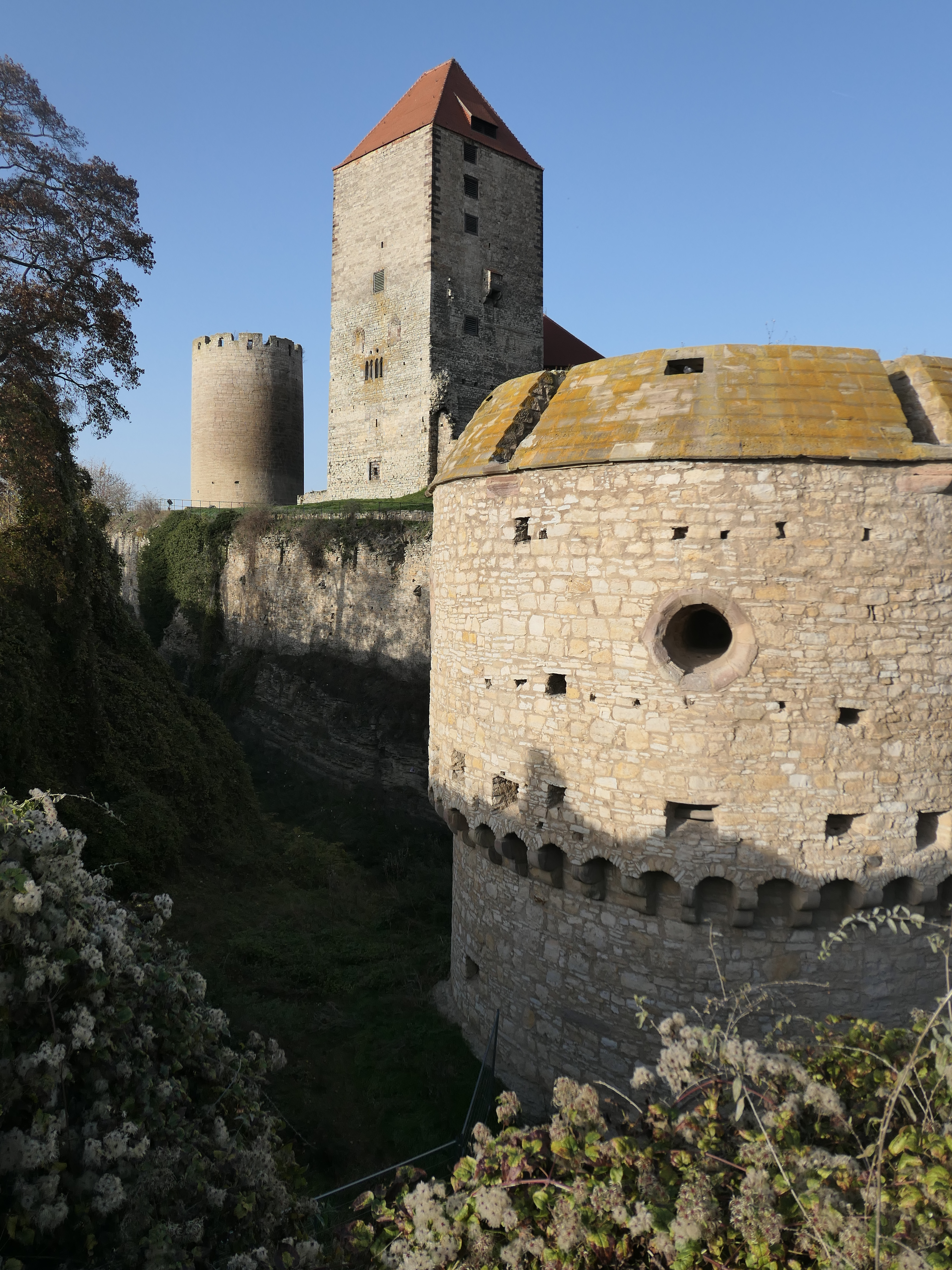
Martertornet mellan Dicker Heinrich och Sydpostejen.

Den nedre delen av den så kallade Marterturm byggdes i form av ett bostadstorn i början av 1200-talet, och utvidgades under 1300-talet. Efter trettioåriga kriget användes den som spannmålsmagasin.

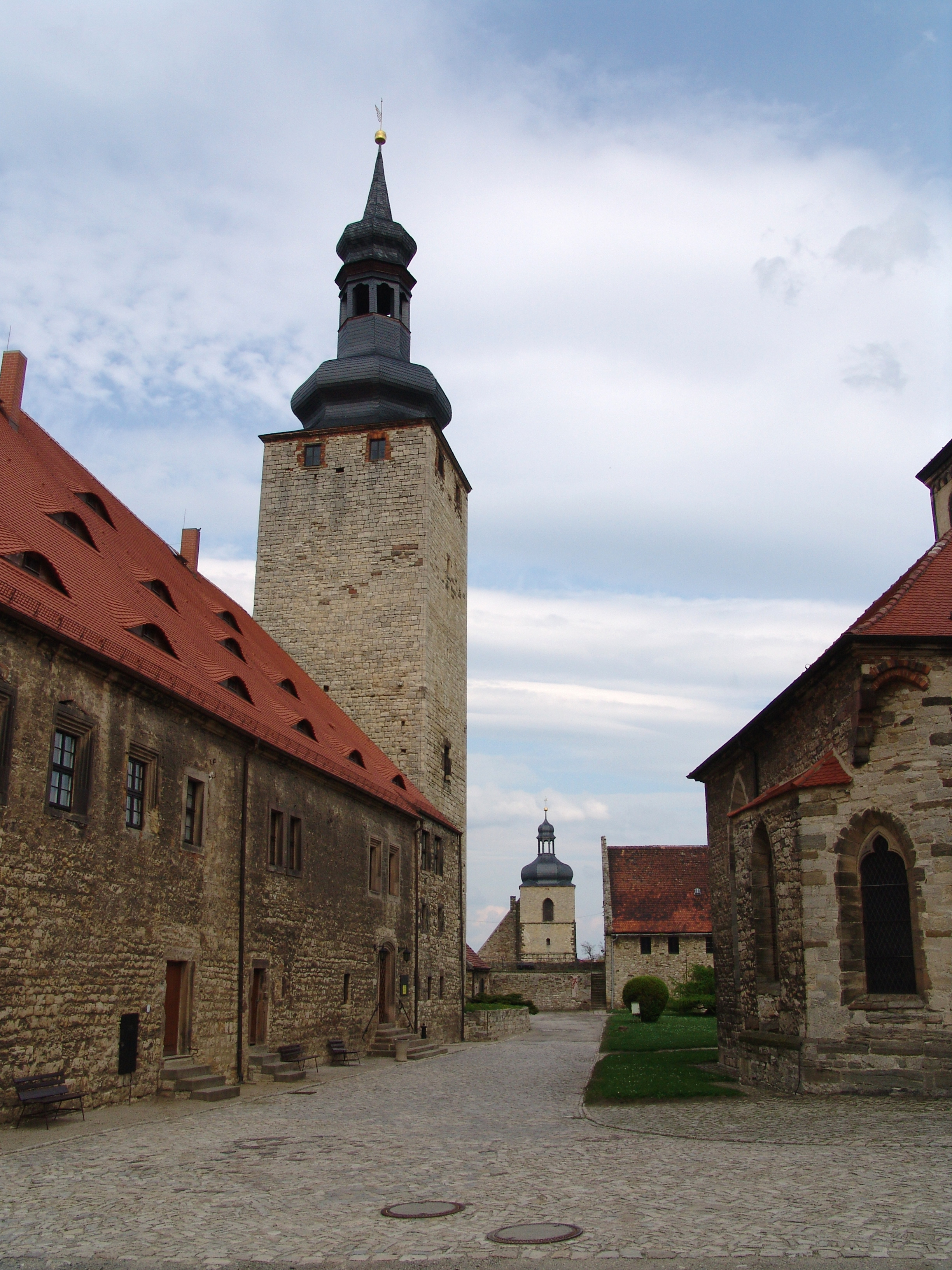
Parisertornet från sydväst.

I Parisertornet från slutet av 1300-talet, som ursprungligen kallades Hausmannsturm, finns en fängelsehåla. Tornet fick sin barockhuva 1659 och mäter 57 meter på höjden. Idag är tornet öppet för besökare och används som ett utsiktstorn.

### Mur- och dikessystemet

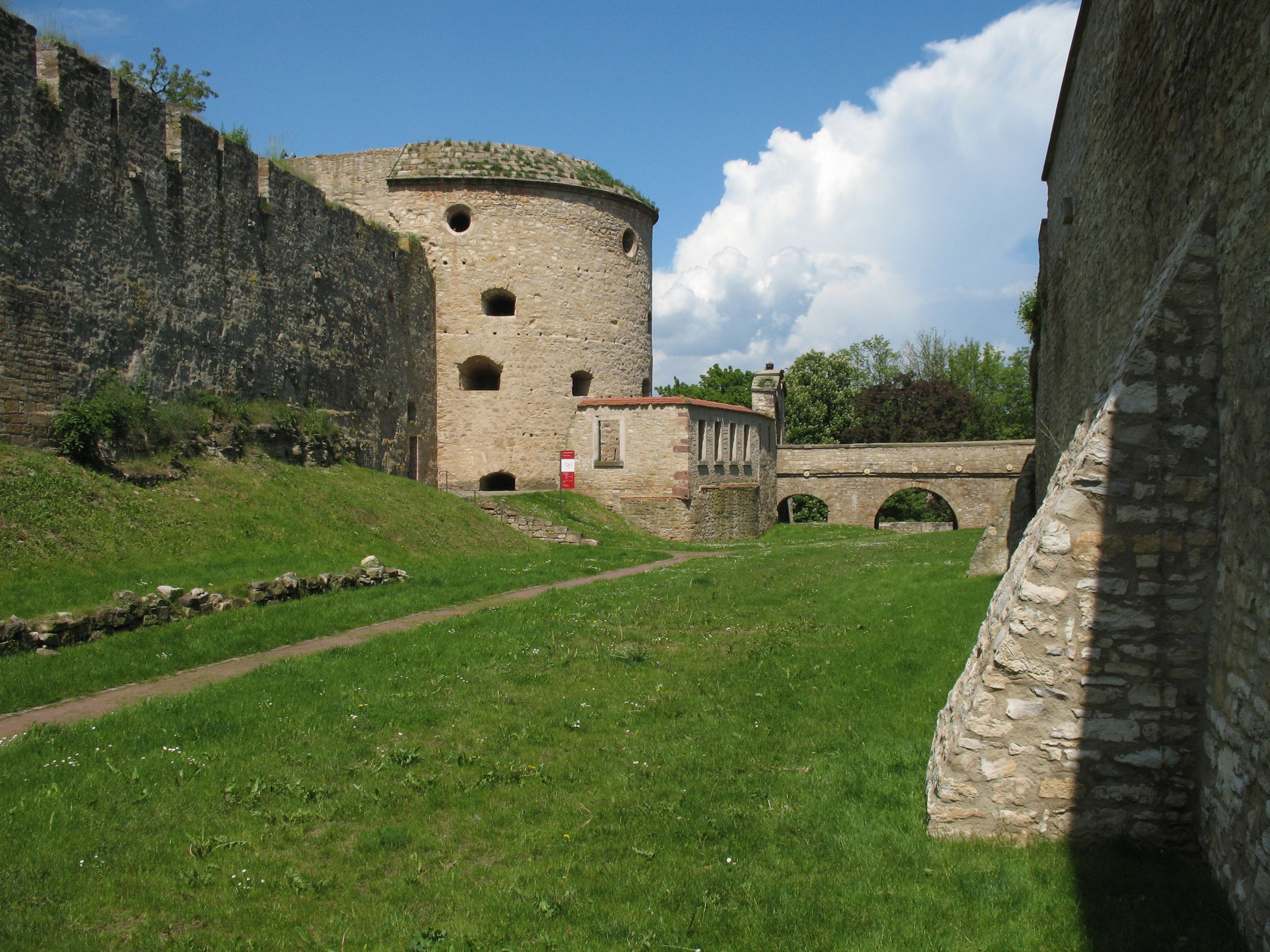
Vallgrav och nordöstra postejen.

Den yttre ringmuren byggdes omkring 1350 och är nästan två meter tjock och tio meter hög samt försett med kryphål. Slottsanläggningen är dessutom säkrad med ett elva meter brett och fem meter djupt torrdike - den permeabla skalkalkstenen tillåter inte en vallgrav.
Utvecklingen av modernare artilleri nödvändiggjorde byggandet av nya befästningar. Under andra halvan av 1400-talet byggdes därför bastioner. De så kallade postejerna dög inte till detta ändamål då de främst var utsmyckade skaltorn inspirerade av medeltidens slottsbyggen. Byggnadsinskriptioner visar att bastionerna byggdes mellan 1461 och 1479. Det södra cirkulära tornet är dock något äldre och dateras till omkring 1450. På de nedre våningarna finns nos- och byxspringor för arkebussar. Dessutom har så kallade skottskyddsplankor bevarats. Efter att ha åsamkats förödande skadorna under trettioåriga kriget renoverades bastionerna från grunden.
Märkvärdig är också det västra portsystemet från 1385/1479 med sina enorma befästningar. Bara denna befästning är ungefär lika stor som slottet Wartburg nära Eisenach. Dessa karakteristiska kryphål möjliggjorde fler skjutvinklar.

### Slottskapellet

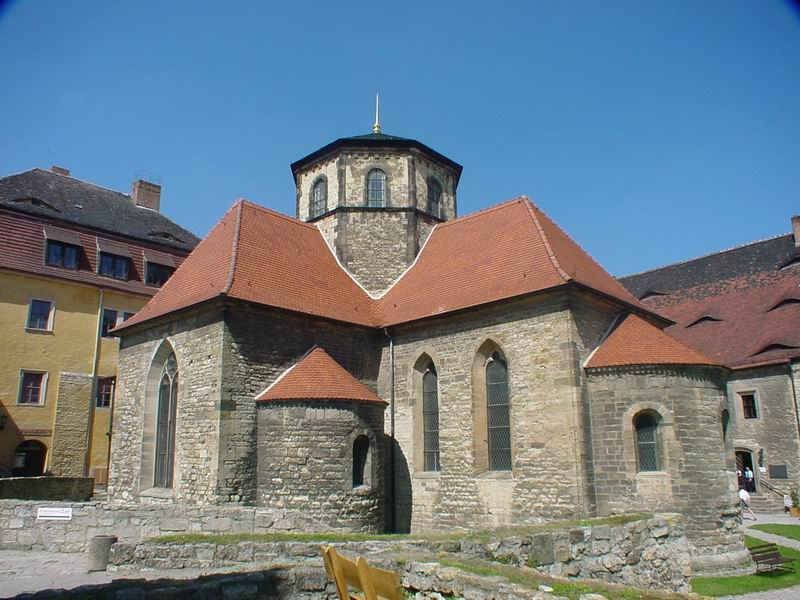
Det romanska slottskapellet.

Slottskapellet tillägnades "Our dear Lady of Quernford Castle". Från 1323 fungerade det en begravningsplats för grevarna von Querfurt.
Den korsformade kyrkobyggnaden, uppförd från 1162 på äldre grunder, påminner om sydosteuropeiska modeller. Dess åttakantiga korsande torn är från andra hälften av 1100-talet. Det gotiska sidokapellet som tillkom på 1400-talet är greve Gebhards XIV von Querfurts panteon. Själva graven består av en boheminfluerad skulptur av Gebhard själv liggande på kistan i sten.
Från 1698 till 1716 möblerades stora delar av slottet i barockstil. I processen skapades en öppning i korsningstornet dekorerad med skalornament. Målningarna är av Andreas Mateyerlein medan stuckaturen utfördes av Georg Friedrich Hopffe, Francesco Domenico Minetti och Abondio Minetti. Efter restaureringarna åren 1846-1850 och 1903-1906 återstår av barockinredningen fyra kraftigt reviderade takmålningar, korsningens utformning, stuckaturen på  den tidigare eldstaden i västra galleriet, två konsoler vid den norra portalen samt tympanon från Marienzellklostret.

#### Orgel
Slottskapellets ursprungliga orgel byggdes av orgelbyggarna Gebr. Rühlmann (Zörbig) 1887. Instrumentet hade 14 stoppar på två manualer och pedal. Trakturerna var mekaniska. Instrumentet hade med tiden förfallit och ersattes 1994 av en ny orgel tillverkad av företaget Schuke.

### Brunnen

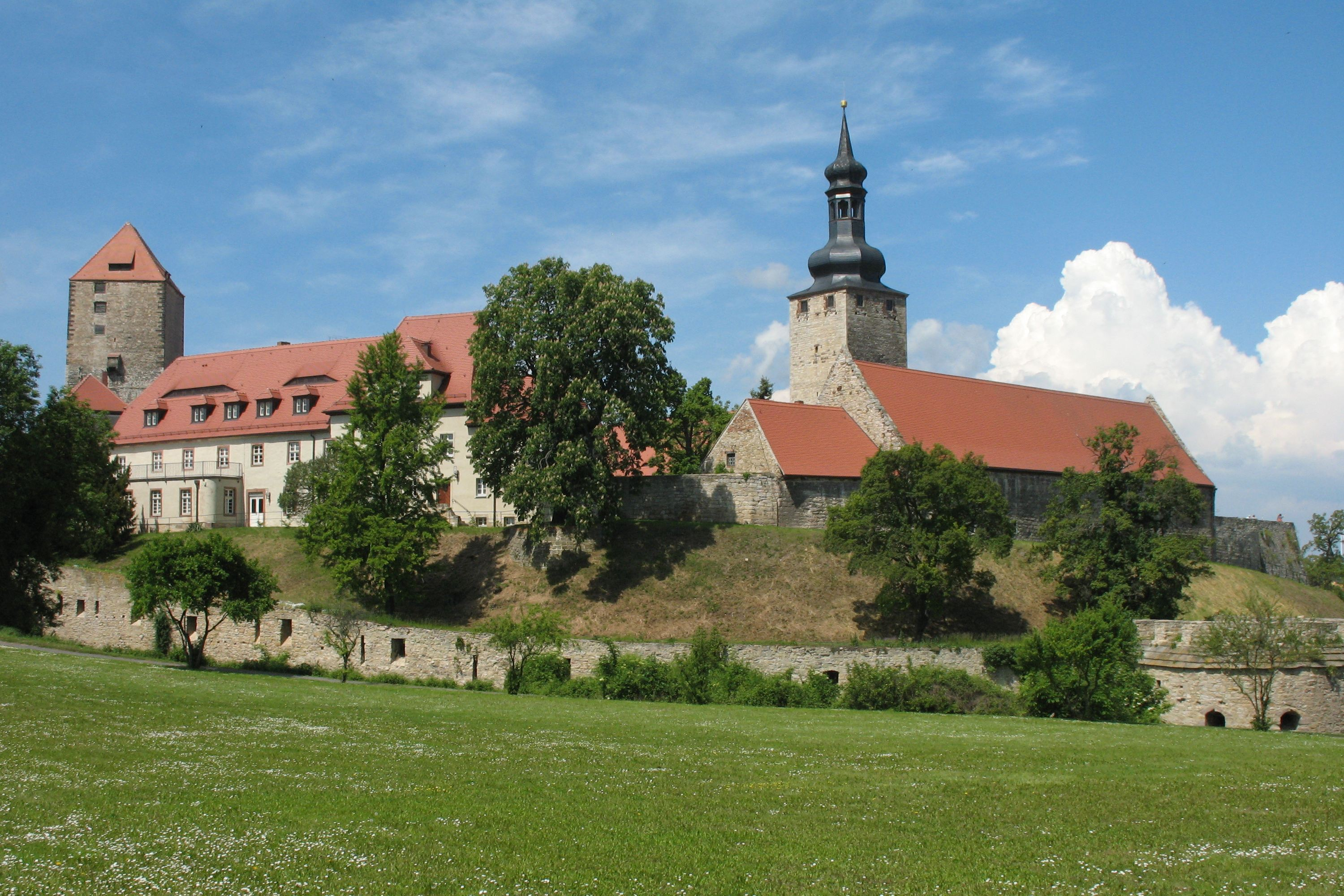
Slottet med Martertornet, Parisertornet, lada och sydöstra postejen.

På borggården ligger slottsbrunnen, som under perioder var stadens enda vattenkällan. Den fylldes igen 1945 och grävdes ut igen 1973. År 2000 grävdes den ut ytterligare till sitt nuvarande djup på cirka 33 meter.

### Furstehuset
Förr hade furstehuset en representativ karaktär, även om många ombyggnader från olika tidsepoker har sett den användas till olika ändamål. Byggnaden är ursprungligen baserad på delar av ett annat romanskt palats, det så kallade Ottonenkeller. År 1528 renoverades furstehuset i renässansstil och 1660- 1668 i barockstil.
Historien om spannmålsmagasinet, byggt 1535, sträcker sig tillbaka till 900-talet. Det ligger på grunden från det porthus från samma tid som de kringliggande Ottonianska och romansk bostadshusen. Källaren i spannmålsmagasinet fungerade som vapenhus. Den fick sin nuvarande form först 1685.
Slottets ladugård omnämns redan 1469. Den senbarocka kontorsbyggnaden och arrendebostaden som ligger i anslutning har förlorat sin ursprungliga form senast i och med slottets förlorade status som administrativ säte.

### Minnesplakett för Bruno von Querfurt
En plakett till minne av helgonet Bruno von Querfurt (Bonifatius) fästes på slottskyrkan 1909, 900 år efter hans död. Inskriptionen på minnestavlan lyder:
Im Andenken an

Bruno v. Querfurt

genannt Bonifacius den Gruender

dieser Kirche. Er zog im Jahre 1004

aus der Burg seiner Vaeter nach

dem Osten Deutschlands und starb

im Lande der Preussen

+ das Evangelium predigend +

den Märtyrertod 9. März 1009

+ 9. März 1909 +

## Dagens användning

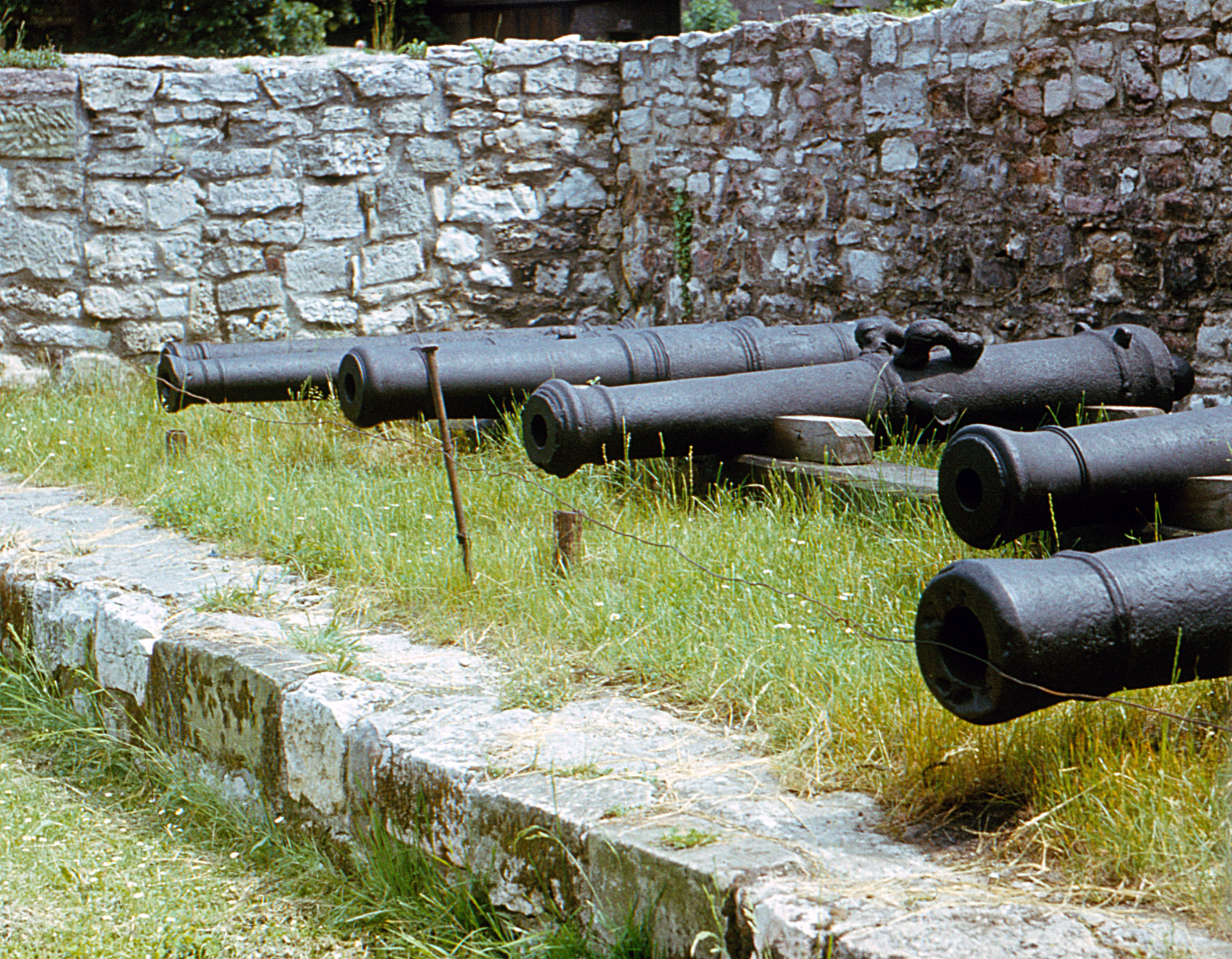
Kanoner i slottet, 1981.

### Museer
Sedan 1952 har ett slottsmuseum funnits i byggnaden som kallas Korn- och Rüsthaus. Museets permanenta utställning har titeln "Livet i krig och fred" och informerar om slottets historia som militärbas, handelscentrum och gods. Utställningen berättar om medeltida torneringar, furstebiskopen Konrad von Querfurts resor och korståg, hertigar och adelsmän och slottskyrkans altartavlor i silver. Andra delar av utställningen visar arkeologiska fynd från förhistoria och tidig historia. De annars stängda underjordiska valven är tillgängliga under slottsvisningar.
Utanför den västra slottsmuren ligger bondemuseet Alte Burgschäferei med bostadshus, smedsverkstad, sadelmakeri och hjulmakeri. Detta jordbrukshistoriska museum har en samling stora jordbruksmaskiner.

### Filmkuliss

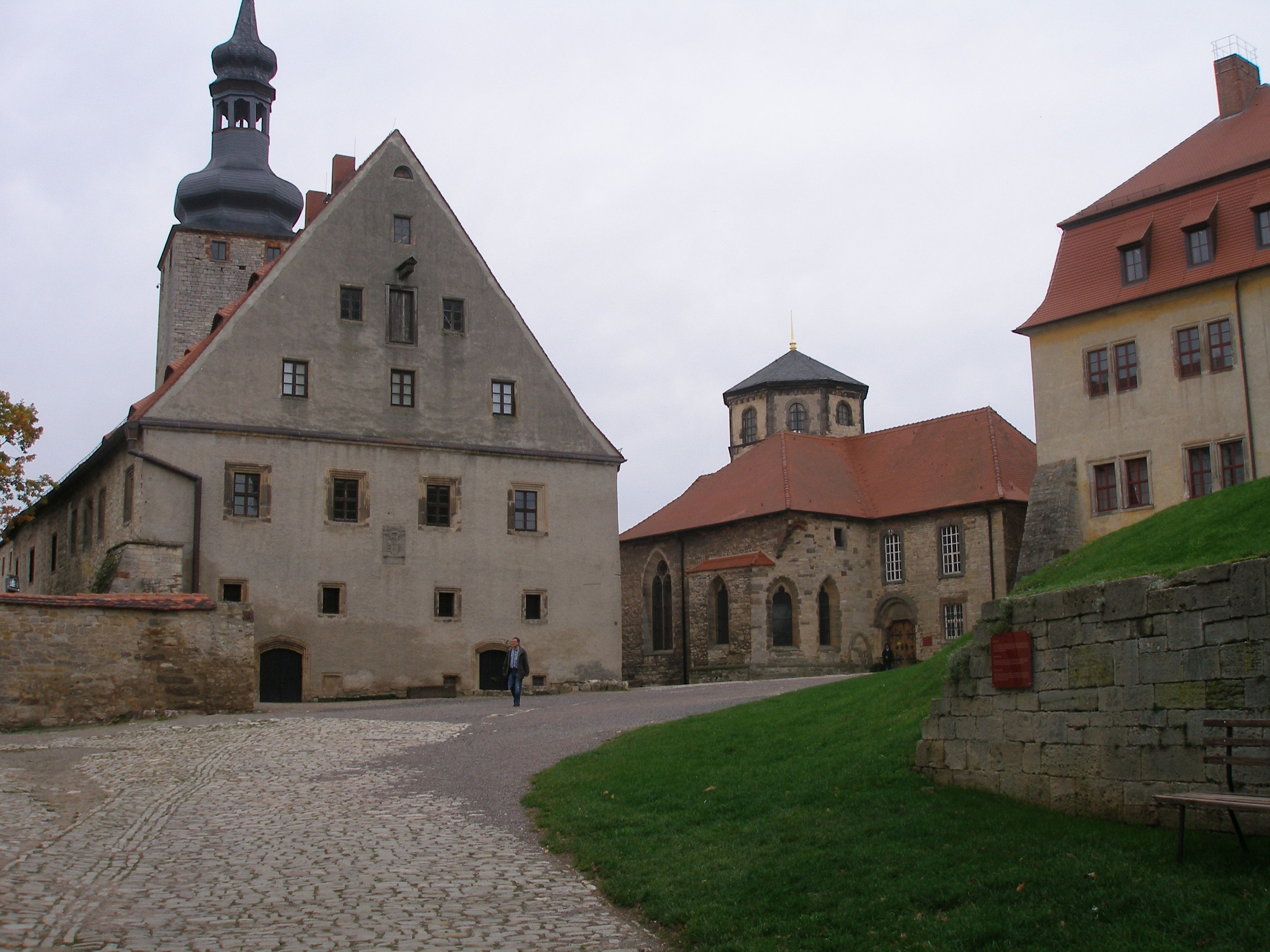

Från 2008 och framåt användes Querfurts slott flera gånger för filminspelningar. Produktioner som 1½ Ritter med Til Schweiger (2008) och Die Päpatin (2009) filmades delvis där. 2011 var slottet kuliss för de tyska sagofilmerna Jorinde und Joringel av Bodo Fürneisen och Die zertanzten Schuhe med Dieter Hallervorden, innan en del av inspelningen av Der Medicus med Tom Payne och Ben Kingsley ägde rum i slottet 2012. 2012 spelades även delar av filmen De sex svanarna in där.

### Andra användningsområden
Furstehuset inhyste en poliklinik mellan 1950 och 1983. Sedan 2001, efter omfattande renoveringar, har dess rum använts som restaurang. 2011 flyttade distriktsmusikskolan till slottet.
Högtidssalen i Korn- och Rüsthaus samt slottskyrkan används för såväl borgerliga som kyrkliga vigslar.

### Regelbundna evenemang
Den medeltida slottsfestivalen äger rum den tredje helgen i juni varje år. "Sommarbiografen" i augusti visar filmer. Den tredje oktober anordnas tornerspel. Den fjärde helgen i advent äger "Julmagien", en medeltida julmarknad, rum på slottsområdet.
saale.de]